# Steen Bendix Hansen
Steen Bendix Hansen (8. december 1953 – 2. januar 2006) var tidligere fodboldspiller, træner og formand fra 1998-2006 i Boldklubben Fremad Valby. Ydermere var han ansat som træner på 1. senior for herrer i Boldklubben Rødovre fra 1988-1991 samt ligeledes som træner i Østerbro Boldklub fra 1992-1994. Desuden virkede han i en årrække som træner for KBU's unionshold for herrer U15 og U16.
Steen Bendix Hansen huskes blandt andet som en af hovedkræfterne bag opførelsen af Boldklubben Fremad Valbys klubhus, Bevægelseshuset, der stod færdigt i 2001.